# فرودگاه شهرستان سانتیاگو
فرودگاه شهرستان سانتیاگو (به انگلیسی: Santiago Municipal Airport) (به زبان بومی: Aeropuerto Municipal de Santiago) یک فرودگاه همگانی و نظامی با کد یاتا STI است که یک باند فرود آسفالت و بتن دارد و طول باند آن ۱۵۲۴ متر است. این فرودگاه در کشور جمهوری دومینیکن قرار دارد و در ارتفاع ۱۷۲ متری از سطح دریا واقع شده است.